# WCW Beach Blast

Logo Beach Blast.

Beach Blast est un ancien pay-per-view de catch produit par la World Championship Wrestling et organisé pendant l'été 1992 et 1993. Il a été remplacé par Bash at the Beach en 1994.

## 1992
Beach Blast 1992 s'est déroulé le 20 juin 1992 au Mobile Civic Center de Mobile, Alabama.
- Dark match : The Junkyard Dog, Tom Zenk et Big Josh def. Tracy Smothers, Richard Morton et Diamond Dallas Page
- Scotty Flamingo def. Brian Pillman pour remporter le WCW Light Heavyweight Championship (17:29)
  - Flamingo a effectué le tombé sur Pillman.
- Ron Simmons def. Terry Taylor (7:10)
  - Simmons a effectué le tombé sur Taylor.
- Greg Valentine def. Marcus Bagwell (7:17)
  - Valentine a fait abandonner Bagwell après un Figure Four Leglock.
- Missy Hyatt def. Madusa (w/Paul E. Dangerously) dans un Bikini contest
- Sting def. Cactus Jack dans un Falls Count Anywhere match (11:24)
  - Sting a effectué le tombé sur Jack.
- Ricky Steamboat def. Rick Rude 4-3 dans un Iron Man challenge (30:00)
  - Rude a effectué le tombé sur Steamboat (7:42)
  - Rude a effectué le tombé sur Steamboat (8:39)
  - Rude était disqualifié (9:40)
  - Rude a effectué le tombé sur Steamboat (10:50)
  - Steamboat a effectué le tombé sur Rude (17:39)
  - Steamboat a effectué le tombé sur Rude (20:22)
  - Steamboat a effectué le tombé sur Rude (29:25)
- Dustin Rhodes, Barry Windham et Nikita Koloff def. The Dangerous Alliance (Arn Anderson, Steve Austin et Bobby Eaton) (w/Paul E. Dangerously et Madusa) par disqualification (15:32)
- WCW World Tag Team Champions The Steiner Brothers (Rick et Scott) ont combattu Terry Gordy et Steve Williams pour un match nul résultant de la limite de temps (30:00)
  - Les Steiner conservaient les titres.

## 1993
Beach Blast 1993 s'est déroulé le 18 juillet 1993 au Mississippi Coast Coliseum de Biloxi, Mississippi.
- Paul Orndorff def. Ron Simmons par disqualification pour conserver le WCW World Television Championship (11:15)
- Too Cold Scorpio et Marcus Bagwell def. Tex Slazenger et Shanghai Pierce (12:48)
  - Scorpio a effectué le tombé sur Pierce.
- Lord Steven Regal (w/Sir William) def. Erik Watts (7:31)
  - Regal a effectué le tombé sur Watts.
- Johnny B. Badd def. Maxx Payne (4:50)
  - Badd a effectué le tombé sur Payne.
- The Hollywood Blondes (Brian Pillman et Steve Austin) def. Paul Roma et Arn Anderson pour conserver le WCW World Tag Team Championship (26:14)
  - Austin a effectué le tombé sur Roma.
- Dustin Rhodes a combattu Rick Rude pour un match nul 1-1 dans un Iron Man Challenge pour le vacant WCW United States Championship (30:00)
  - Rude a effectué le tombé sur Rhodes (13:19)
  - Rhodes a effectué le tombé sur Rude (26:56)
- Ric Flair def. Barry Windham pour remporter le NWA World Heavyweight Championship (11:15)
  - Flair a effectué le tombé sur Windham.
- Sting et Davey Boy Smith def. Big Van Vader et Sid Vicious (w/Harley Race et Col. Robert Parker) (16:44)
  - Smith a effectué le tombé sur Vader.